# Tröbelsberg, Belo jezero
Tröbelsberg je naselje v Občini Belo jezero v Okraju Špital ob Dravi  na Koroškem v Avstriji.